# 格倫伍德鎮區 (愛荷華州溫納希克縣)
格倫伍德鎮區（英語：Glenwood Township）是位於美國愛荷華州溫納希克縣的一個行政鎮區。

## 地方資料
根據2010年美國人口普查的數據，格倫伍德鎮區的面積為92.91平方千米，當中陸地面積為92.80平方千米，而水域面積為0.11平方千米。當地共有人口632人，而人口密度為每平方千米6.8人。